# Nurieux-Volognat
Nurieux-Volognat és un municipi francès situat al departament de l'Ain i a la regió d'Alvèrnia-Roine-Alps. L'any 2007 tenia 1.094 habitants.

## Demografia

### Població
El 2007 la població de fet de Nurieux-Volognat era de 1.094 persones. Hi havia 406 famílies de les quals 80 eren unipersonals (38 homes vivint sols i 42 dones vivint soles), 113 parelles sense fills, 180 parelles amb fills i 33 famílies monoparentals amb fills.
La població ha evolucionat segons el següent gràfic:
Habitants censats

### Habitatges
El 2007 hi havia 450 habitatges, 408 eren l'habitatge principal de la família, 23 eren segones residències i 19 estaven desocupats. 364 eren cases i 81 eren apartaments. Dels 408 habitatges principals, 309 estaven ocupats pels seus propietaris, 91 estaven llogats i ocupats pels llogaters i 8 estaven cedits a títol gratuït; 3 tenien una cambra, 17 en tenien dues, 51 en tenien tres, 109 en tenien quatre i 228 en tenien cinc o més. 333 habitatges disposaven pel capbaix d'una plaça de pàrquing. A 165 habitatges hi havia un automòbil i a 222 n'hi havia dos o més.

### Piràmide de població
La piràmide de població per edats i sexe el 2009 era:
| Homes | Edats   | Dones |
| ----- | ------- | ----- |
| 0     | 95 o +  | 0     |
| 4     | 90 a 94 | 0     |
| 0     | 85 a 89 | 0     |
| 0     | 80 a 84 | 4     |
| 4     | 75 a 79 | 20    |
| 16    | 70 a 74 | 8     |
| 8     | 65 a 69 | 20    |
| 20    | 60 a 64 | 16    |
| 36    | 55 a 59 | 40    |
| 52    | 50 a 54 | 64    |
| 64    | 45 a 49 | 40    |
| 20    | 40 a 44 | 16    |
| 32    | 35 a 39 | 32    |
| 20    | 30 a 34 | 36    |
| 36    | 25 a 29 | 28    |
| 20    | 20 a 24 | 28    |
| 56    | 15 a 19 | 12    |
| 56    | 10 a 14 | 36    |
| 24    | 5 a 9   | 28    |
| 24    | 0 a 4   | 20    |

## Economia
El 2007 la població en edat de treballar era de 740 persones, 572 eren actives i 168 eren inactives. De les 572 persones actives 533 estaven ocupades (296 homes i 237 dones) i 40 estaven aturades (19 homes i 21 dones). De les 168 persones inactives 63 estaven jubilades, 58 estaven estudiant i 47 estaven classificades com a «altres inactius».

### Ingressos
El 2009 a Nurieux-Volognat hi havia 395 unitats fiscals que integraven 1.046,5 persones, la mediana anual d'ingressos fiscals per persona era de 18.924 €.

### Activitats econòmiques
Dels 51  establiments que hi havia el 2007, 1 era d'una empresa extractiva, 1 d'una empresa alimentària, 15 d'empreses de fabricació d'altres productes industrials, 7 d'empreses de construcció, 6 d'empreses de comerç i reparació d'automòbils, 3 d'empreses de transport, 2 d'empreses d'hostatgeria i restauració, 7 d'empreses financeres, 1 d'una empresa immobiliària, 5 d'empreses de serveis i 3 d'empreses classificades com a «altres activitats de serveis».
Dels 11 establiments de servei als particulars que hi havia el 2009, 1 era una oficina de correu, 2 tallers de reparació d'automòbils i de material agrícola, 1 paleta, 1 guixaire pintor, 2 lampisteries, 1 electricista, 1 perruqueria i 2 restaurants.
L'únic establiment comercial que hi havia el 2009 era una botiga de material esportiu.
L'any 2000 a Nurieux-Volognat hi havia 12 explotacions agrícoles.

## Equipaments sanitaris i escolars
El 2009 hi havia una escola elemental.

## Poblacions més properes
El següent diagrama mostra les poblacions més properes.